# Oxyopes keyserlingi
Oxyopes keyserlingi är en spindelart som beskrevs av Tord Tamerlan Teodor Thorell 1881. Oxyopes keyserlingi ingår i släktet Oxyopes och familjen lospindlar. Inga underarter finns listade i Catalogue of Life.